# Finger (Tennessee)
Finger es una ciudad ubicada en el condado de McNairy en el estado estadounidense de Tennessee. En el Censo de 2010 tenía una población de 298 habitantes y una densidad poblacional de 75,4 personas por km².

## Geografía
Finger se encuentra ubicada en las coordenadas 35°21′25″N 88°37′3″O / 35.35694, -88.61750. Según la Oficina del Censo de los Estados Unidos, Finger tiene una superficie total de 3.95 km², de la cual 3.95 km² corresponden a tierra firme y (0%) 0 km² es agua.

## Demografía
Según el censo de 2010, había 298 personas residiendo en Finger. La densidad de población era de 75,4 hab./km². De los 298 habitantes, Finger estaba compuesto por el 94.63% blancos, el 2.01% eran afroamericanos, el 0.34% eran amerindios, el 0.34% eran asiáticos, el 0% eran isleños del Pacífico, el 1.68% eran de otras razas y el 1.01% pertenecían a dos o más razas. Del total de la población el 4.7% eran hispanos o latinos de cualquier raza.